# Gustaw Beylin
Gustaw Beylin (ur. 29 września 1889 w Warszawie, zm. 31 marca 1940 we Lwowie) – polski prawnik, adwokat, literat i publicysta żydowskiego pochodzenia.

## Życiorys
Gustaw Beylin urodził się 29 września 1889 w Warszawie, w rodzinie Samuela i Flory z domu Horwitz. Ukończył prawo na Sorbonie studiował również w Moskwie. 
Współorganizator strajku szkolnego z 1905 roku. Aresztowany w 1907, więziony w Cytadeli w Warszawie a następnie zesłany do Wołogdy. W czasie I wojny światowej członek Polskiej Organizacji Wojskowej. Podczas wojny polsko-bolszewickiej w stopniu porucznika służył w Wojsku Polskim. 
W 1922 został uprawniony do przyjmowania obron przed Wojskowymi Sądami Okręgowymi i Rejonowymi oraz przed Najwyższym Sądem Wojskowym. Został wpisany na listę obrońców wojskowych w Warszawie. 
Po zakończeniu wojny pracował jako radca prawny Związku Artystów Scen Polskich. Członek Zarządu Polskiego Towarzystwa Ochrony Prawa Autorskiego oraz Związku Artystów Dramatycznych Polski. 
W okresie międzywojennym brał udział w głośnych procesach. Bronił dziennikarza Jana Seinfelda-Chłodnickiego oskarżonego o podsłuchiwanie adiutantów Piłsudskiego i Mościckiego – został uniewinniony, Stanisławy Umińskiej – aktorki, która zastrzeliła chorego na raka ukochanego Jana Żyżnowskiego – również została uniewinniona. Był adwokatem Tadeusza Boya-Żeleńskiego w procesie z krakowskim  „Czasem”. 
We wrześniu 1939 roku we Lwowie Beylin tworzy Społeczny Komitet Pomocy Uchodźcom i staje na jego czele. „Nie poprzestawał zresztą na pracy organizatorskiej i zza biurka. Dźwigał też ciężkie worki z mąką. Dzielono chleb, rozdawano produkty i odzież”.

## Życie prywatne
Żonaty z Zofią Aleksandrą Jasińską. Ślub zawarto 14 lipca 1929 roku.

## Ordery i odznaczenia
- Medal Niepodległości – „za pracę w dziele odzyskania niepodległości”[7]
- Krzyż Kawalerski Legii Honorowej[1]
- Order Korony Włoch[1]
- Order Krzyża Orła (Estonia)[1]

## Publikacje
- Mali bohaterowie. Historia wojenna w 1 akcie, 1916
- Zuzanna. Tragedia w 3 aktach, 1916; 1917[8][9]
- Kobieta bez przeszłości. Komedia w 3 aktach, 1922[10]
- Zakład o miłość. Komedia w 3 aktach, 1929[11]
- Mąż naszej panienki. Komedia w 3 aktach, 1930[12]
- Odkrycie. Sztuka w 3 aktach, 1934

## Tłumaczenia
- Edgar Allan Poe, Nowele o miłości, 1912
- Yves Mirande, Panna z dyplomacji. Krotochwila, 1929[10]
- Émile Mazaud: Dardamelle. Komedia w 3 aktach, 1930
- Émile Mazaud: Szalony dzień. Komedia w 1 akcie, 1930
- Paweł Prax, Wszystko za miliard, 1935[13]